# Daniel la Rosa
Daniel la Rosa (* 4. Oktober 1985 in Hanau) ist ein deutscher Automobilkaufmann sowie ehemaliger Automobilrennfahrer und TV-Experte. Von 2006 bis 2007 war er in der DTM aktiv.

## Karriere im Motorsport
Nach drei Jahren in der Kart-Juniorserie (1997–1999), die er mit dem neunten Rang abschloss, wechselte er in die deutsche Meisterschaft im 125 cm³ Kart. Dort erreichte er immerhin den vierten Platz in der Meisterschaft. Bei der Weltmeisterschaft in derselben Klasse erlangte er mit dem neunten Rang einen Achtungserfolg.
Daraufhin wechselte 2001 er in die Monoposto-Klasse der Formel König, wo er mit einem Sieg den dritten Platz der Meisterschaftsserie feiern konnte und als bester Rookie der Saison galt.
Im Folgejahr zog es ihn in die Formel Volkswagen, wo er zwar auch einen Sieg erringen durfte, das Gesamtklassement aber nur auf dem achten Platz abschloss. 2003/2004 war Daniel la Rosa in der Formel-3-Euroserie und im Anschluss daran in der Formel Renault 3.5 zu finden, wo seine Karriere jedoch im hinteren Feld zu versanden drohte.

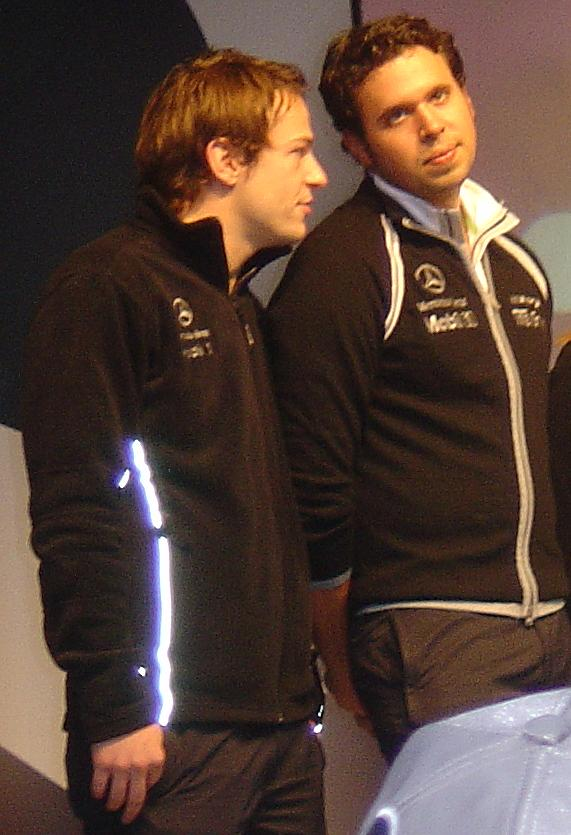
Alexandros Margaritis im Gespräch mit Daniel la Rosa (rechts; 2007)

Aufgrund seiner früheren Erfolge holte ihn 2006 das Privatteam Mücke Motorsport in die DTM. Dort fuhr er einen DTM AMG Mercedes C-Klasse des Jahres 2005. Beim ersten Rennen am Hockenheimring konnte er zwar mit einem zehnten Startplatz sein Potenzial aufzeigen, wurde aber infolge des Startchaos und des weiteren Geschehens bis auf den 15. Rang durchgereicht. Kurz vor Ende des Rennens auf Platz 8 liegend, fiel er wegen eines Defektes an der Benzinpumpe aus. 2006 zeigte er mit schnellen Rennrunden und Konstanz; Platz 7 in Barcelona war sein bestes Saison-Ergebnis. 
2007 startete er in einem 2006er DTM-Mercedes in seine zweite DTM-Saison. Beim Auftaktrennen am 22. April erreichte er aufgrund der nachträglichen Zeitstrafe gegen Bruno Spengler hinter Mattias Ekström und Martin Tomczyk einen dritten Platz und somit seine erste Podiumsplatzierung. Insgesamt erzielt er während dieser Saison 10 Meisterschaftspunkte und belegte in der Meisterschaft den 13. Rang. Sein bei Mercedes auslaufender Vertrag wurde zum Saisonende jedoch nicht verlängert, da sich die Vertragsparteien auf keine gemeinsamen Konditionen einigen konnten.

## Nach dem aktiven Rennsport
2009 und 2010 war la Rosa bei den n-tv-Liveübertragungen der Formel-3-Euroserie neben Oliver Sittler als TV-Experte tätig.
Heute arbeitet la Rosa im Porsche Zentrum Aschaffenburg als Verkaufsberater Neu- und Gebrauchtwagen.

## Karrierestationen
| - 2001: Formel König (Platz 3) - 2002: Formel Volkswagen Deutschland (Platz 8) - 2002: Deutscher Formel-3-Cup - 2003: Formel-3-Euroserie (Platz 26) - 2003: Formel-3-Masters (Platz 15) | - 2004: Italienische Formel-3-Meisterschaft (Platz 12) - 2004: Formel-3-Masters (Platz 12) - 2004: Formel-3-Euroserie (Platz 14) - 2005: Formel Renault 3.5 Serie (Platz 18) - 2006: DTM (Platz 15) | - 2007: DTM (Platz 13) - 2010: Volkswagen Scirocco R-Cup - 2011: Volkswagen Scirocco R-Cup |

### Einzelergebnisse in der DTM
| Saison | Team             | Hersteller | 1   | 2   | 3   | 4   | 5   | 6   | 7   | 8   | 9   | 10  | Punkte | Rang |
| ------ | ---------------- | ---------- | --- | --- | --- | --- | --- | --- | --- | --- | --- | --- | ------ | ---- |
| 2006   | Mücke Motorsport | Mercedes   | HO1 | LAU | OSC | BRH | NOR | NÜR | ZAN | BAR | LEM | HO2 | 2      | 15   |
| 2006   | Mücke Motorsport | Mercedes   | 14  | DNF | 11  | 12  | DNF | 16  | 10  | 7   | DNF | DNF | 2      | 15   |
| 2007   | Mücke Motorsport | Mercedes   | HO1 | OSC | LAU | BRH | NOR | MUG | ZAN | NÜR | BAR | HO2 | 10     | 13   |
| 2007   | Mücke Motorsport | Mercedes   | 3   | 14  | 16  | DNF | 12  | 5   | DNS | 14  | DSQ | 14  | 10     | 13   |

| Legende  | Legende            | Legende                                                          |
| Farbe    | Abkürzung          | Bedeutung                                                        |
| -------- | ------------------ | ---------------------------------------------------------------- |
| Gold     | –                  | Sieg                                                             |
| Silber   | –                  | 2. Platz                                                         |
| Bronze   | –                  | 3. Platz                                                         |
| Grün     | –                  | Platzierung in den Punkten                                       |
| Blau     | –                  | Klassifiziert außerhalb der Punkteränge                          |
| Violett  | DNF                | Rennen nicht beendet (did not finish)                            |
| Violett  | NC                 | nicht klassifiziert (not classified)                             |
| Rot      | DNQ                | nicht qualifiziert (did not qualify)                             |
| Rot      | DNPQ               | in Vorqualifikation gescheitert (did not pre-qualify)            |
| Schwarz  | DSQ                | disqualifiziert (disqualified)                                   |
| Weiß     | DNS                | nicht am Start (did not start)                                   |
| Weiß     | WD                 | zurückgezogen (withdrawn)                                        |
| Hellblau | PO                 | nur am Training teilgenommen (practiced only)                    |
| Hellblau | TD                 | Freitags-Testfahrer (test driver)                                |
| ohne     | DNP                | nicht am Training teilgenommen (did not practice)                |
| ohne     | INJ                | verletzt oder krank (injured)                                    |
| ohne     | EX                 | ausgeschlossen (excluded)                                        |
| ohne     | DNA                | nicht erschienen (did not arrive)                                |
| ohne     | C                  | Rennen abgesagt (cancelled)                                      |
| ohne     | keine WM-Teilnahme |                                                                  |
| sonstige | P/fett             | Pole-Position                                                    |
| sonstige | 1/2/3/4/5/6/7/8    | Punktplatzierung im Sprint-/Qualifikationsrennen                 |
| sonstige | SR/kursiv          | Schnellste Rennrunde                                             |
| sonstige | *                  | nicht im Ziel, aufgrund der zurückgelegten Distanz aber gewertet |
| sonstige | ()                 | Streichresultate                                                 |
| sonstige | unterstrichen      | Führender in der Gesamtwertung                                   |

## Einzelbelege
1. ↑  www.motorsport-total.com, 23. Januar 2008
2. ↑  porsche-aschaffenburg.de: Gebrauchtwagen Beratung (abgerufen am 16. Juli 2017)

| Personendaten    | Personendaten                 |
| ---------------- | ----------------------------- |
| NAME             | Rosa, Daniel la               |
| KURZBESCHREIBUNG | deutscher Automobilrennfahrer |
| GEBURTSDATUM     | 4. Oktober 1985               |
| GEBURTSORT       | Hanau, Hessen, Deutschland    |